# Ulvsundabron

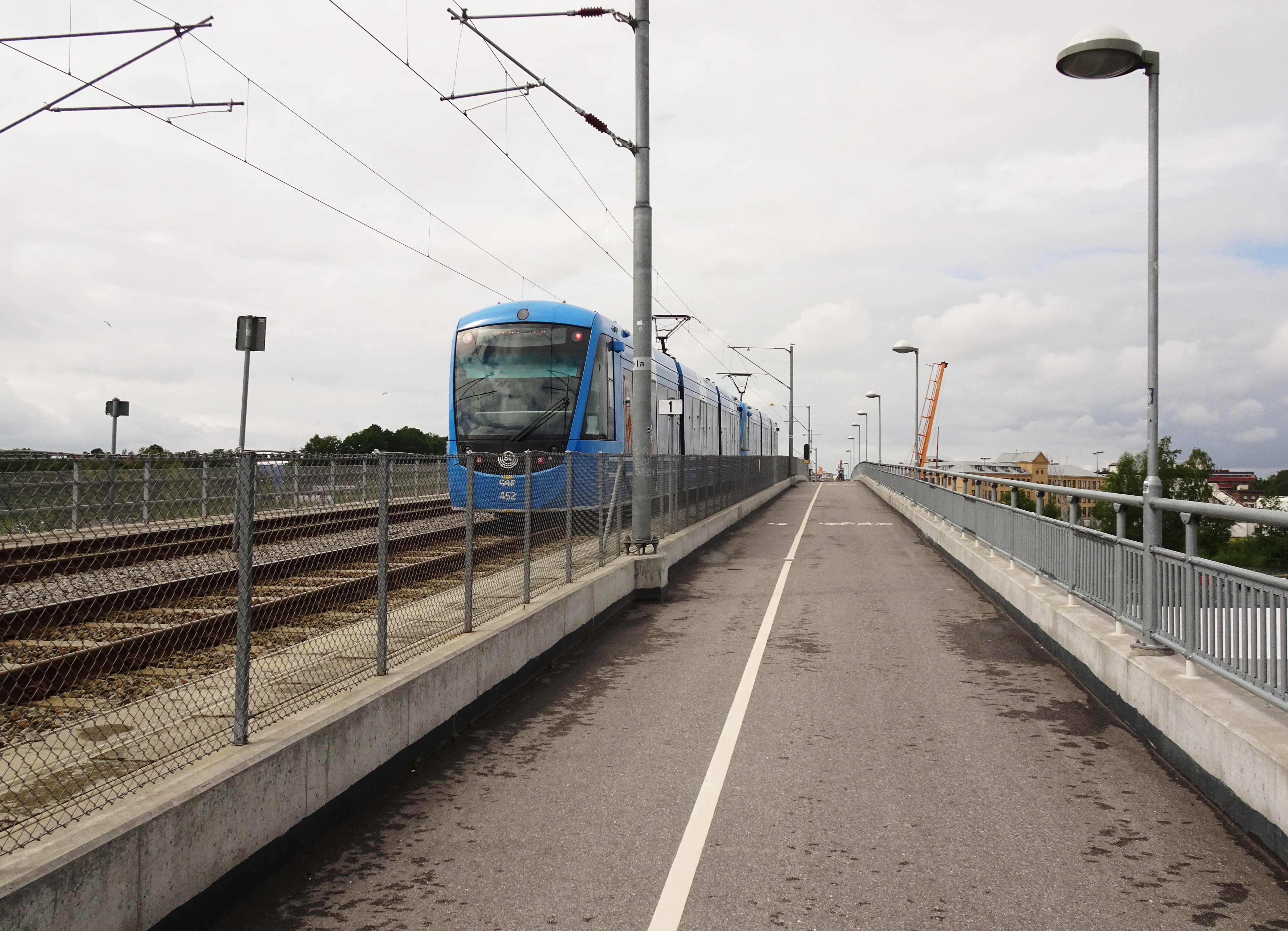
Tvärbanan på Ulvsundabron, 2016.

Ulvsundabron är en 374 meter lång bro för Tvärbanan över en vik av Ulvsundasjön inte långt från Ulvsunda slott i västra Stockholm. Bron förbinder Traneberg i söder med Ulvsunda industriområde i norr. 

## Beskrivning
Ulvsundabron är en lågbro som vilar på fyra betongpelare i Ulvsundasjön och betongfundament på landfästen. Bron är byggd i tre delar. Den första delen är en 197 meter lång stålbalksbro, den andra delen är en 62 meter lång slakarmerad betongbro med plats för växlar till Ulvsundadepån och den tredje delen är också en slakarmerad betongbro. Brons norra ände ansluter till hållplatsen Johannesfred. I söder ansluter bron till Tranebergstunneln. Stålstommen i brokonstruktionen monterades genom den traditionella byggtekniken ”lansering” där den övervägande delen av brons stålkonstruktion monterades på land och rullades sedan ut från det södra brofästet samt en kompletterande del från det norra brofästet. 
Bron har en gång- och cykelväg som öppnades den 31 oktober 2011. Bron var färdigbyggd den 4 juni 2012 när spårvagnar provkörde förlängningen av Tvärbanan.
Namnet "Ulvsundabron" beslutades av Stockholms stadsbyggnadsnämnd vid dess sammanträde den 14 maj 2009 i enlighet med namnberedningens förslag.

## Bilder, bron under uppförande

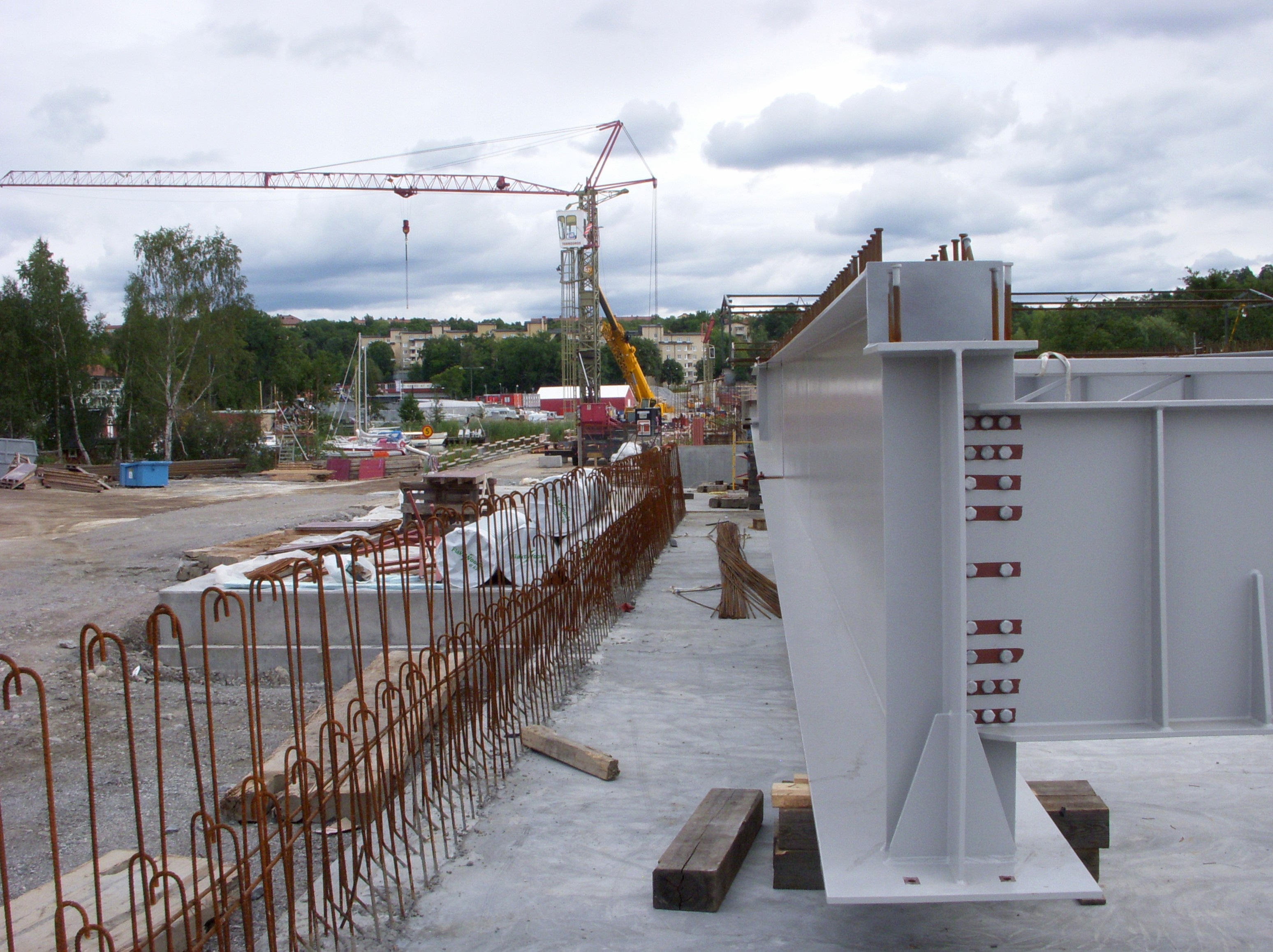
Brobalken på södra landfästet, augusti 2010
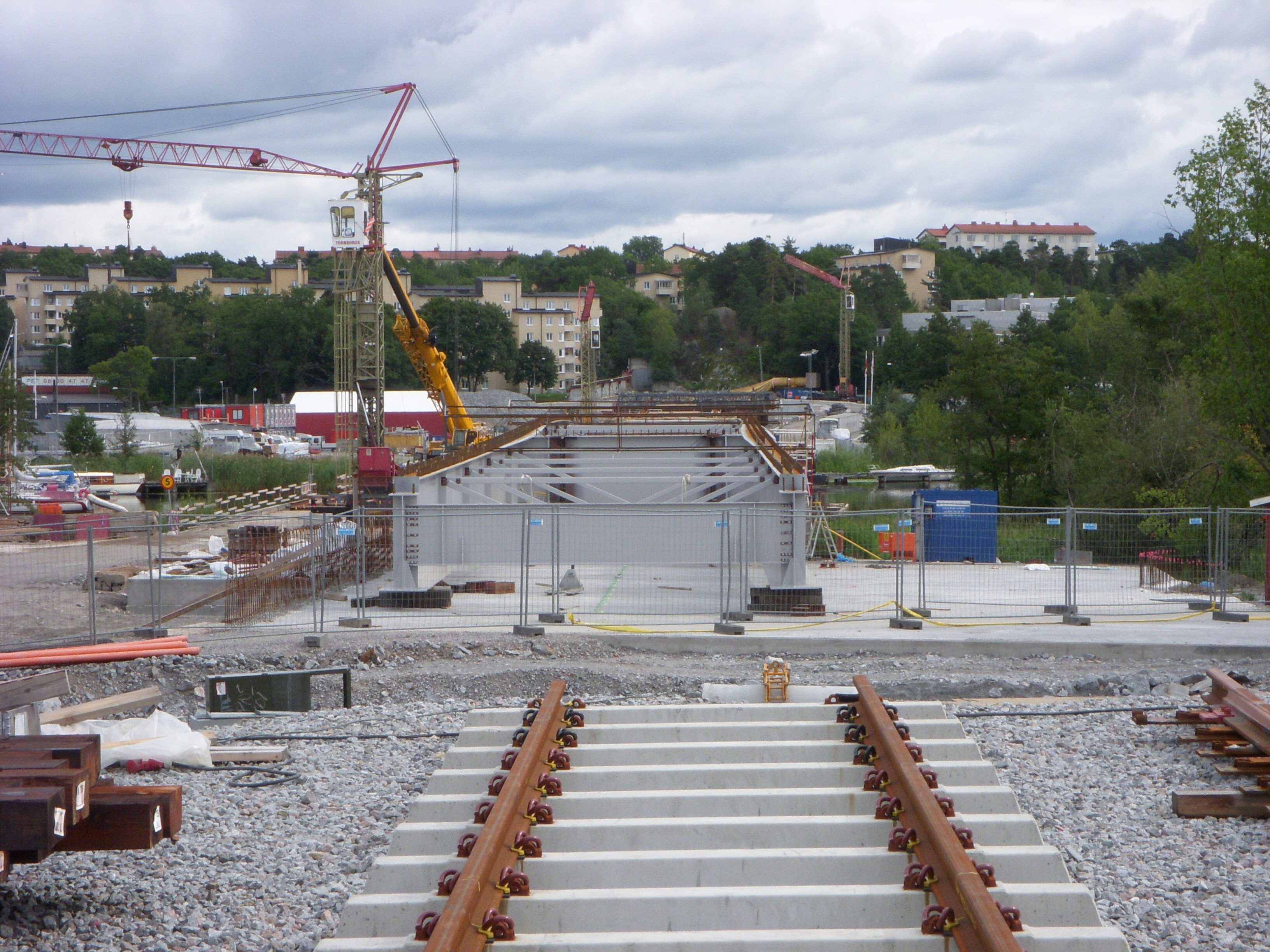
Brokonstruktionen på södra landfästet, augusti 2010
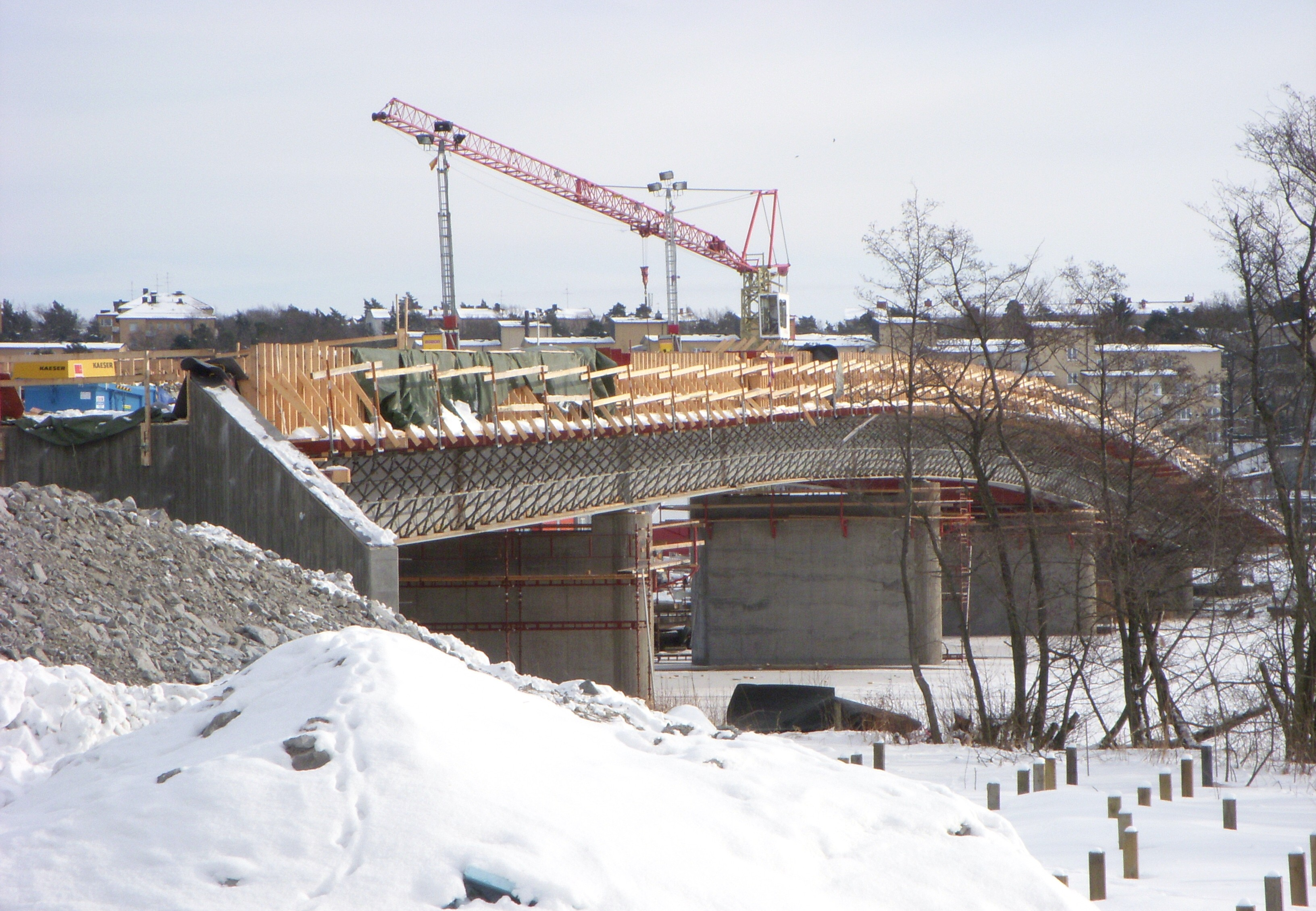
Ulvsundabrons norra brofäste, februari 2011
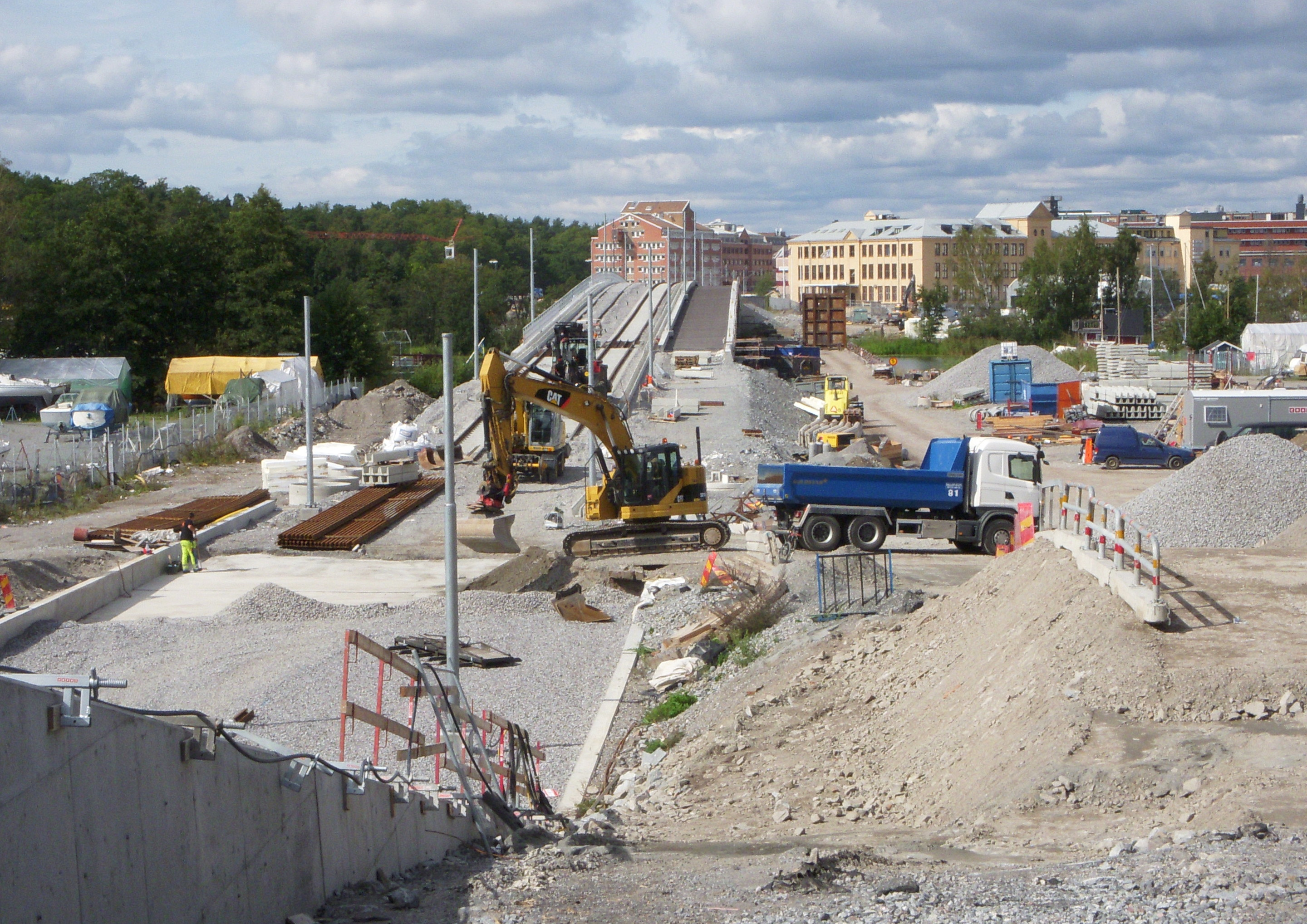
Ulvsundabrons södra brofäste, augusti 2011